# Kleine heksenkruidmot
De kleine heksenkruidmot (Mompha terminella) is een vlinder uit de familie wilgenroosjesmotten (Momphidae). De wetenschappelijke naam is voor het eerst geldig gepubliceerd in 1845 door Humphreys & Westwood.
De soort komt voor in Europa.